# Santa Marta
Santa Marta este un oraș portuar situat pe malul Mării Caraibilor, el fiind capitala  departamentului Magdalena din Columbia. Orașul se întide pe o suprafață de 1.472 km², are în anul 2002 o populație de 398.368 loc. La sud de oraș se află munții Sierra Nevada de Santa Marta cu vârfurile Pico Cristóbal Colón și Pico Simón Bolívar, ambii au altitudinea de 5.775 m deasupra n.m.. La nord de oraș se află ca centru turistic, satul pescăresc Taganga. În oraș se află hoteluri, baruri numeroase, prin port se transportă cărbuni. Orașul este intemeiat în anul 1525 de conquistadorul Rodrigo de Bastidas, fiind primul oraș spaniol din America de Sud. La est de oraș se află Parcul Național Tayrona, iar la ca. 16 km de centrul orașului se află Quinta de San Pedro de Alejandrin, un monument în amitirea eroului național Simon Bolivar care a murit șn anul 1830. Atracția turistică principală a orașului este plaja de la Marea Caraibilor și munții Sierra Nevada, ai căror piscuri sunt acoperiți de zăpadă.

## Subdiviziuni administrative urbane
Orașul este subîmpărțit în 9 Comunas:
1. María Eugenia - Pando
2. Comuna Central
3. Pescaíto - Taganga
4. Polideportivo - El Jardín
5. Santafé - Bastidas
6. Parque - Mamatoco - 11 de Noviembre
7. Gaira - El Rodadero
8. Adaluz hinojosa-8 de julio

## Subdiviziuni administrative rurale
| - Bonda (Corregimiento) - Calabazo (Caserío) - Guachaca (Caserío) - Minca (Caserío) - Taganga (Caserío) - Buritaca (Ciudad Perdida o Teyuna) (Caserío) - Tigrera (Caserío) - Cabañas de Buritaca (Caserío) - Cañaveral (Agua Fría) (Caserío) - Colinas de Calabazo (Caserío) | - Curvalito (Caserío) - Guacoche (Caserío) - Marquetalia (Caserío) - Paz del Caribe (Caserío) - Perico Aguao (Caserío) - La Olla - La Revuelta - Las Colinas - El Trompo - La Aguacatera | - Machete Pelao - Mejico - Valle de Gaira |

## Personalități marcante
- Carlos "El Pibe" Valderrama, fotbalist;
- Carlos Vives, actor și cântăreț;
- Johan Vonlanthen, fotbalist;
- Jorge Eladio Bolaño, fotbalist;
- Taliana Vargas, fotomodel;
- Radamel Falcao, fotbalist.

## Orașe înfrățite
- Miami Beach, Florida, USA